# 若林純夫
若林 純夫（わかばやし すみお、1949年 - 2006年5月15日）は日本のシンガーソングライター。
フォークソング隆盛期の1960年代末に登場し、数々の音楽ユニットに所属して第3回全日本フォークジャンボリーなどで活動。活動末期の1973年に発表した楽曲は最近の青春ソングのコレクションにも入れられている。

## 経歴
1969年8月、京都で開催された第4回フォークキャンプに参加。ソロで、自らの訳詞によるジェシー・フラーの「サンフランシスコ・ベイ・ブルース」を歌い、高田渡と「この世に住む家とてなく」、「ヘイ・ヘイ・ヘイ」をデュエットする。
1970年代に、村瀬春樹らがオープンした東京・吉祥寺のライブカフェ「BLUES HALL／武蔵野火薬庫 ぐゎらん堂」（1970年10月28日開店）のスタッフとして働く。
1971年、高田渡、シバ、山本コウタロー、友部正人、中川イサト、村瀬雅美ら吉祥寺の音楽仲間と「武蔵野タンポポ団」を結成して、第3回全日本フォークジャンボリー（中津川）に出演する。また、同年5月のソルティー・シュガー解散後に山本コータローが結成した「山本コータローと少年探偵団」（山本、徳武弘文、和田博巳、カシブチ哲郎、岡田徹）にも参加。
1972年、『武蔵野タンポポ団の伝説』『武蔵野タンポポ団もうひとつの伝説』2枚のアルバムをキングベルウッドよりリリース。
1972年5月、大阪の野外コンサート「春一番」に出演。「朝」などを歌う。同年の「春一番」コンサートでは、武蔵野タンポポ団の一員としても活動し、ウディ・ガスリーやジェシー・フラーの楽曲などを訳詞を担当。
1973年5月、「春一番」コンサートで「雪の月光写真師」を歌う。後にレコード化され、深夜放送ではリクエストが寄せられる。
1970年代の半ばに、音楽活動を中止。別の仕事をするようになり、1980年代に山口県内で暮らす。
2006年5月15日、死去。同月17日、山口市市内の会館で音楽葬。

## 没後の動き
2006年5月20日山口市民会館で開催されたフォークジャンボリー2006西の陣（出演者＝斉藤哲夫、中川五郎、よしだよしこ、あがた森魚、三上寛）は、さながら若林の追悼コンサートになる。
2007年3月10日、山本コウタローらがよびかけて、代官山のライブハウスで、「追悼ライブ」が催される。中川五郎、中川イサト、いとうたかお、村上律らが追悼演奏。
2008年8月5日発売の「隔週刊青春のうたベストコレクション全国」（2008年9月2日号、デアゴスティーニ・ジャパン）に「雪の月光写真師」が収録される。
2009年6月26日、「若林純夫メモリアルLIVE」が山口市内で開催され、山本コウタロー、徳武弘文らが出演。 	

## 注
1. ↑  若林訳の同曲は、「サンフランシスコ港ブルース」ともいわれ、「武蔵野タンポポ団」、「ザ・ナターシャー・セブン」、森山良子、猫らがカバーしている。
2. ↑  「1969京都フォーク・キャンプ」（1998年6月24日、EMIミュージック・ジャパン）、「第4回フォーク・キャンプ・コンサート」（2003年10月15日、avex io）収録曲リストによる
3. ↑  「東京での若林純夫さんを偲ぶコンサート 2007年03月25日」 中川五郎の日記
4. ↑  大阪から福岡風太も参加。
5. ↑  LP「1972春一番」（風都市、1972年）収録曲リスト及び、写真「春一番コンサート　若林純夫　1972」 H E L L O　G O O D - BY E　S T U D I O
6. ↑  若林純夫さんのこと・1 - 名曲「雪の月光写真師」ブログ「本の人生 本との人生 末端古本屋雑記帳」
7. 1 2  前掲「東京での若林純夫さんを偲ぶコンサート 2007年03月25日」
8. ↑  「若林純夫さんを追悼しての山口フォーク・ジャンボリー 2006年06月13日」 中川五郎の日記
9. ↑  べすぱのライブ べすぱウェブサイト内